# Kamienica przy pl. Bolesława Chrobrego 34 w Kłodzku
Kamienica przy pl. Bolesława Chrobrego 34 w Kłodzku – zabytkowy dom położony na kłodzkim rynku w jego wschodniej pierzei.

## Opis
Kamienica pochodzi z okresu renesansu. Ma pięć kondygnacji i elewację trójosiową, przerabianą w baroku i klasycyzmie. Około 1910 roku fasada otrzymała wystrój pseudoempirowy w połączeniu ze schyłkową secesją.
Decyzją wojewódzkiego konserwatora zabytków z dnia 30 kwietnia 1984 roku kamienica została wpisana do rejestru zabytków

## Galeria

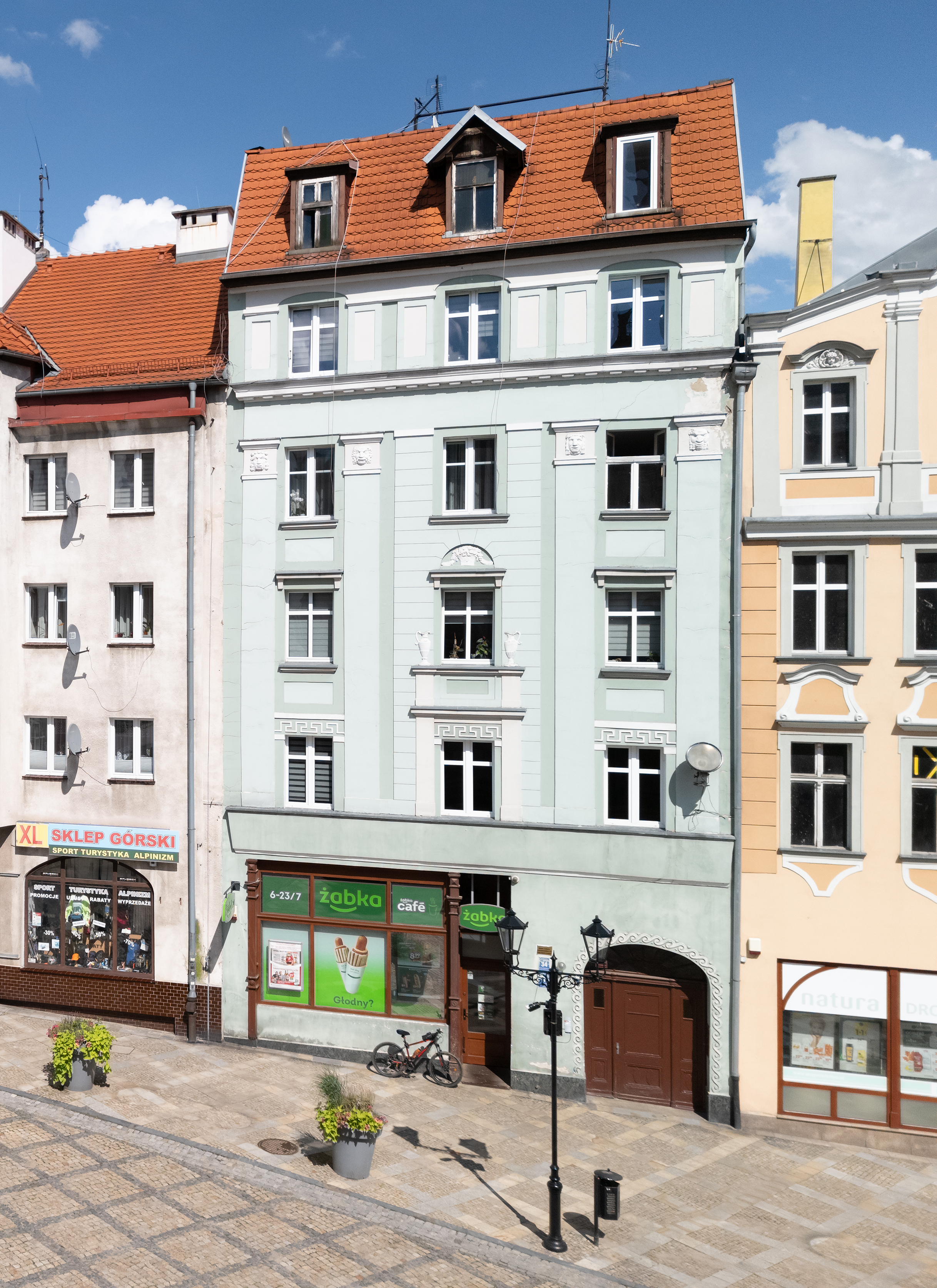
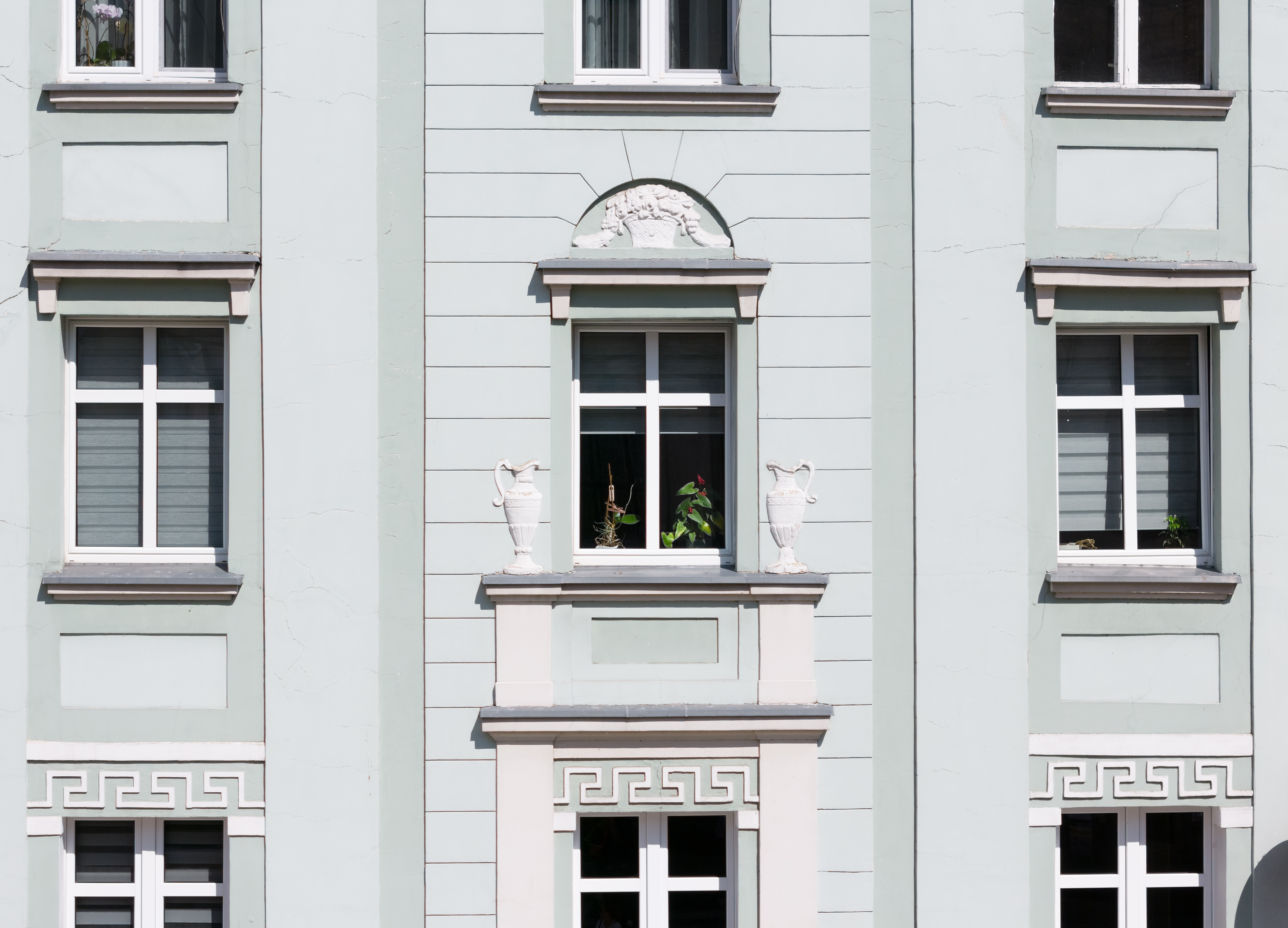
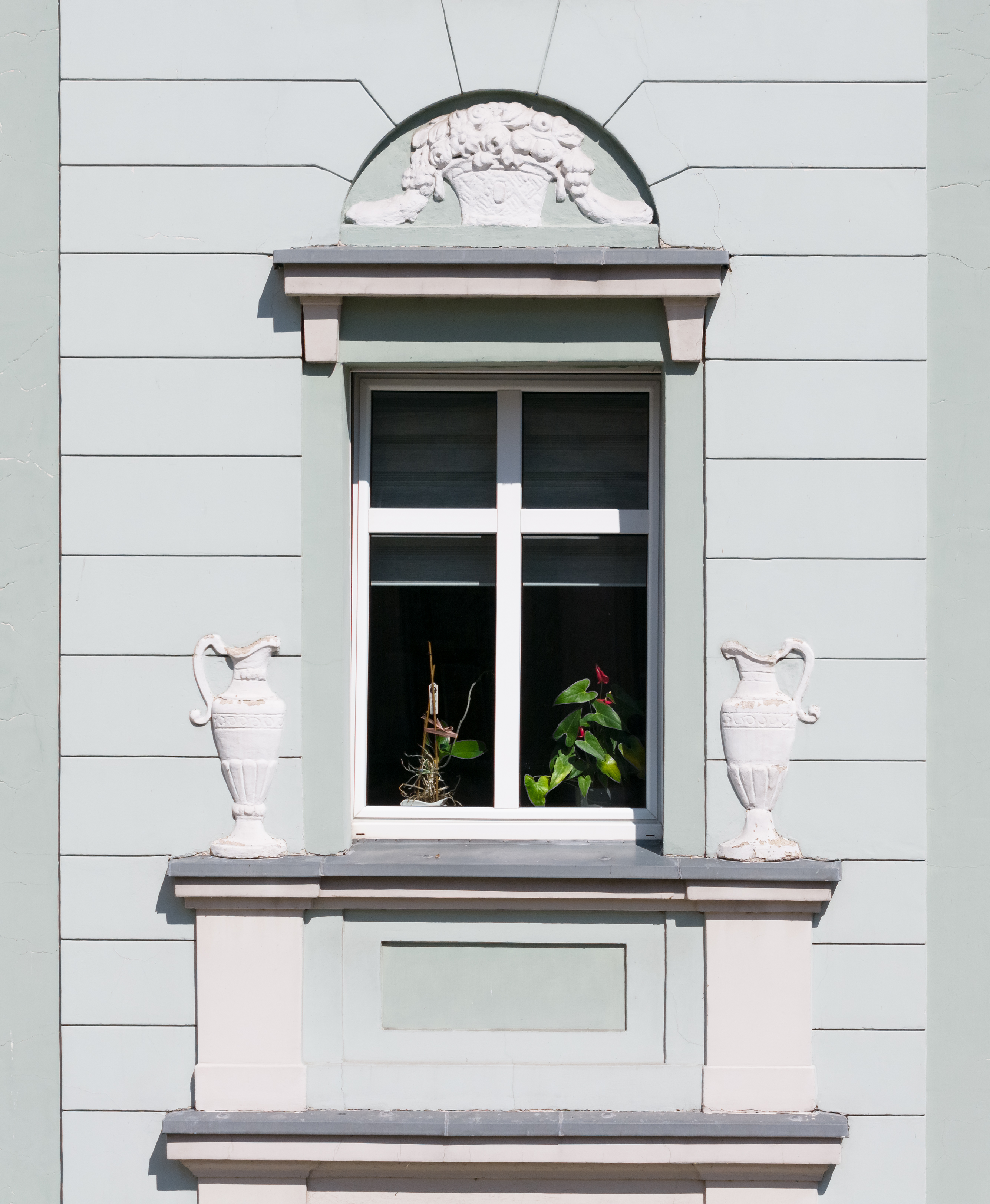
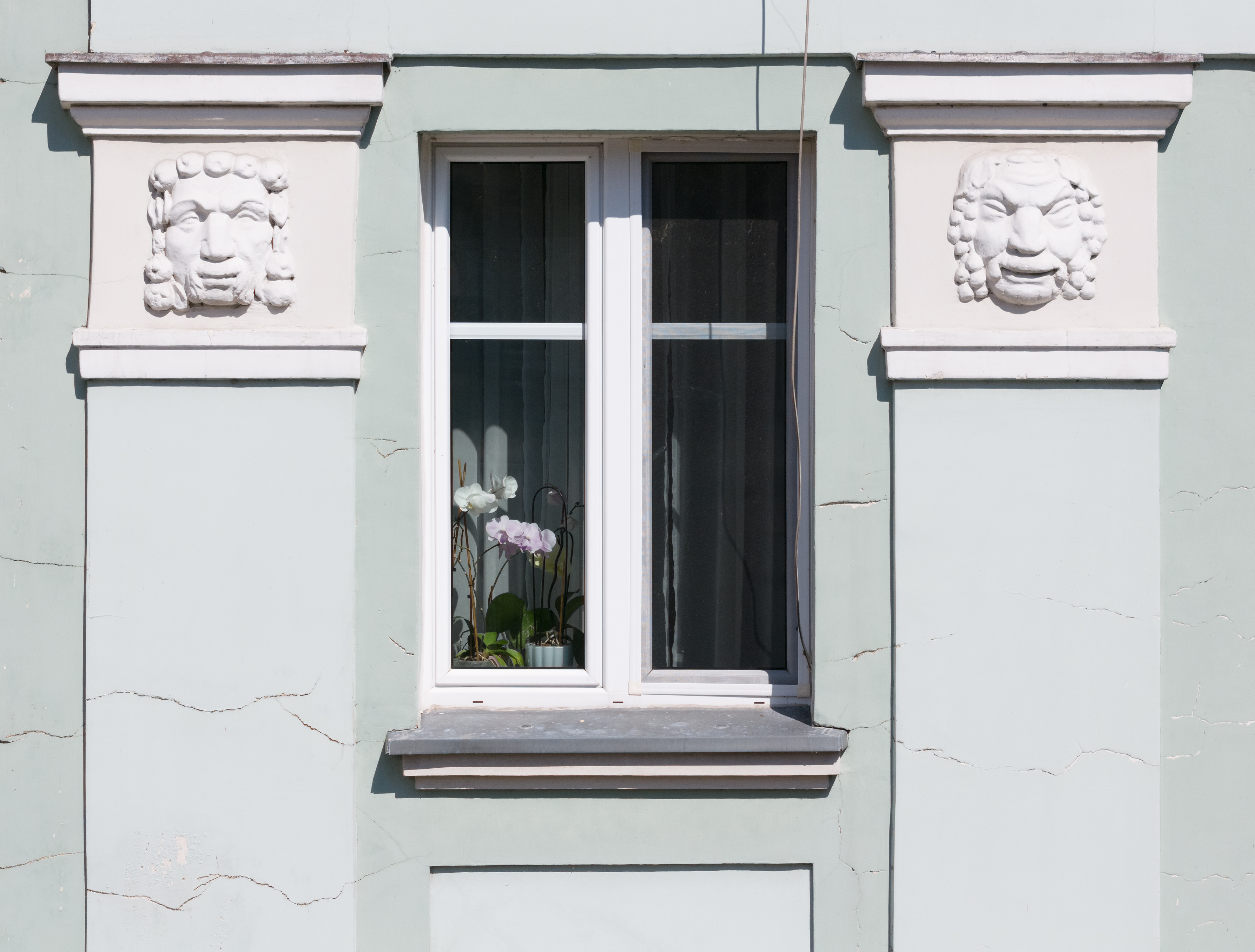
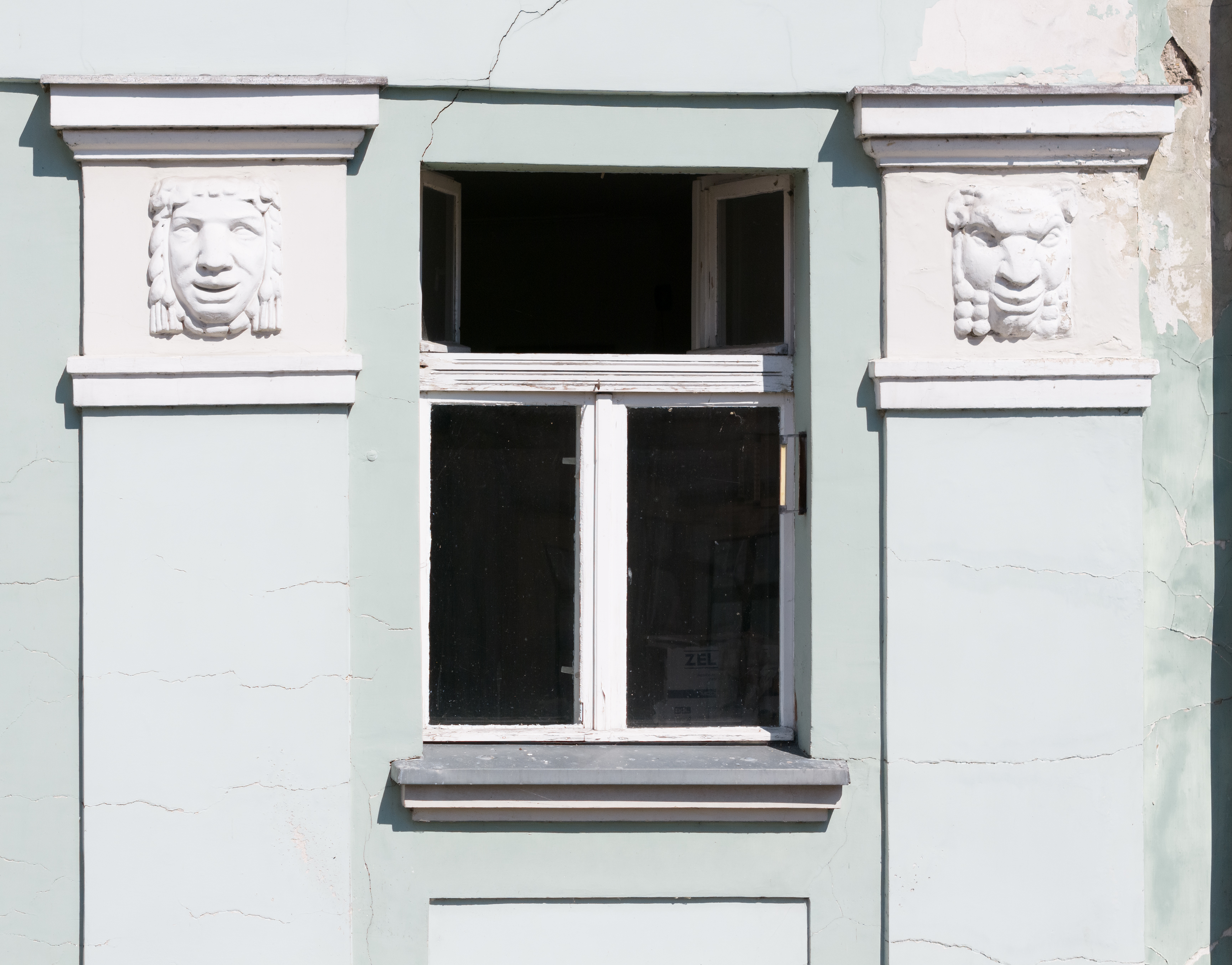